# Seznam lázní v Praze
Seznam lázní v Praze obsahuje lázně a sanatoria léčebné, veřejné i soukromé, určené pro relaxaci a rehabilitaci, v provozu i zaniklé, postavené na území Prahy a v obcích později k Praze připojených. Neobsahuje veřejná koupaliště a plavecké sportovní bazény. Je řazen podle lokace a nemusí být úplný.

## Seznam
| Stavba                                            | Obrázek | Galerie                                                  | Katastr Ulice                                                                 | Rok            | Poznámka | Souřadnice                      |
| ------------------------------------------------- | ------- | -------------------------------------------------------- | ----------------------------------------------------------------------------- | -------------- | --- | ------------------------------- |
| Sluneční lázně doktora Merhauta v Hlubočepích (†) |         |                                                          | Hlubočepy Hlubočepská 85/64                                                   | 1924           | zbořeno | 50°2′29″ s. š., 14°23′33″ v. d. |
| Holešovické lázně                                 |         | Kategorie „Holešovické lázně“ na Wikimedia Commons       | Holešovice Dukelských hrdinů 848/17                                           | 1899           | kulturní památka; arch. František Velich | 50°5′51″ s. š., 14°25′58″ v. d. |
| Rücklovy sluneční lázně                           |         | Kategorie „Rücklovy sluneční lázně“ na Wikimedia Commons | Kamýk Na dlouhé mezi 12/4                                                     | 1923 červen    | konverze; stavebník Antonín Rückl; nyní Pronatal | 50°1′3″ s. š., 14°25′23″ v. d.  |
| Klánovické lázně (†)                              |         | Kategorie „Klánovické lázně“ na Wikimedia Commons        | Klánovice mezi ulicemi Šlechtitelská, Ke Znaku, U Riviery a Přimským náměstím | 1922–1926      | zbořeno 1988, pozemky rozparcelovány; u areálu golfového hřiště, investor arch. Rudolf Utěšil                                                                              | 50°5′55″ s. š., 14°40′32″ v. d. |
| Šimsovo sanatorium                                |         | Kategorie „Šimsovo sanatorium“ na Wikimedia Commons      | Krč Sulická 120/61                                                            | 1893           | konverze; nyní Dětské centrum při Thomayerově nemocnici v Krči | 50°1′53″ s. š., 14°26′43″ v. d. |
| Kneippovy lázně v Libni                           |         | Kategorie „Kneippovy lázně (Libeň)“ na Wikimedia Commons | Libeň Prosecká 367/20                                                         | 1892           | provoz ukončen | 50°6′43″ s. š., 14°28′38″ v. d. |
| Chuchelské lázně                                  |         | Kategorie „V lázních (Prague)“ na Wikimedia Commons      | Malá Chuchle V Lázních čp. 4/2, 42/3, 43/4, 44/5, 45/7; Zbraslavská čp. 4/9   |                | provoz ukončen | 50°1′28″ s. š., 14°23′30″ v. d. |
| Svatováclavské lázně (†)                          |         |                                                          | Nové Město Dittrichova                                                        | 1839           | zbořeno 1908 za Pražské asanace | 50°4′29″ s. š., 14°24′58″ v. d. |
| Lázně v Klimentské                                |         |                                                          | Nové Město Klimentská 1235/11                                                 | 1926           | provoz ukončen; v bývalém Sociálním ústavu pro okresní nemocenskou pokladnu, arch. Bohumil Hypšman a František Roith; budova poškozena při povodni 2002                    | 50°5′32″ s. š., 14°25′48″ v. d. |
| Penzion a lázně Na Slupi                          |         | Kategorie „Městské lázně Albertov“ na Wikimedia Commons  | Nové Město Na Slupi 8, Apolinářská 434                                        | 1932           | havarijní stav; arch. Jan Jarolím | 50°4′11″ s. š., 14°25′12″ v. d. |
| Eliščiny lázně (†)                                |         |                                                          | Nové Město Revoluční                                                          | 1869           | zbořeno 1940 | 50°5′34″ s. š., 14°25′39″ v. d. |
| Vanové a parní lázně                              |         | Kategorie „Náměstí 14. října 10“ na Wikimedia Commons    | Smíchov náměstí 14. října 2173/10                                             | 1935           | postavila firma Arch. E. Králíček - Ing. R. Šolc; činžovní dům se smíšenou funkcí. Obložení fasády z lochkovského mramoru, který obsahuje schránky konických hlavonožců.   | 50°4′23″ s. š., 14°24′19″ v. d. |
| Vernerova lázeň (†)                               |         |                                                          | Staré Město Betlémská čp. 331                                                 |                | přestavěno; za branou sv. Ondřeje, původně Vernerova, poté Matyáše z Veselé a pak Martina z Teplé, zbořená při povodni roku 1432, na místě postavena lázeň takzvaná „Nová“ | 50°5′ s. š., 14°24′49″ v. d.    |
| Dům Královská lázeň                               |         | Kategorie „Karlovy lázně, čp. 196“ na Wikimedia Commons  | Staré Město Smetanovo nábř. č.p. 196/3                                        |                | kulturní památka; provoz ukončen, konverze | 50°5′8″ s. š., 14°24′50″ v. d.  |
| Léčivé sluneční lázně ve Starých Strašnicích      |         | Kategorie „U Nových vil 6“ na Wikimedia Commons          | Strašnice U nových vil 505/6                                                  | 1922 7. května | provoz ukončen; lázně dali postavit Dr. Čapek a Otakar V. Kříž podle systému továrníka Antonína Rückla                                                                     | 50°4′22″ s. š., 14°29′20″ v. d. |
| Soukromé sanatorium ve Veleslavíně                |         | Kategorie „Veleslavín Castle“ na Wikimedia Commons       | Veleslavín U zámečku 83 a 139                                                 | 1911           | konverze; areál zámku, dva pavilony. V sanatoriu pro choroby nervové a plicní se léčili například Charlotta Garrigue-Masaryková, Milena Jesenská a architekt Adolf Loos.   | 50°5′36″ s. š., 14°21′3″ v. d.  |
| Pštrosska (†)                                     |         |                                                          | Vinohrady Italská                                                             | po 1815        | zbořeno před 1861; parní lázně | 50°4′42″ s. š., 14°26′10″ v. d. |
| Městské lázně Žižkov                              |         | Kategorie „Husitská 7 (Prague)“ na Wikimedia Commons     | Žižkov Husitská 1050/7                                                        | 1903           | provoz ukončen; investor Město Žižkov, podle návrhu arch. Jindřicha Motejla                                                                                                | 50°5′14″ s. š., 14°26′41″ v. d. |